# Ilex asprella
Ilex asprella är en järneksväxtart som först beskrevs av William Jackson Hooker och Arn., och fick sitt nu gällande namn av John George Champion och George Bentham. Ilex asprella ingår i släktet järnekar, och familjen järneksväxter.

## Underarter
Arten delas in i följande underarter:
- I. a. megalophylla
- I. a. tapuensis

## Bildgalleri

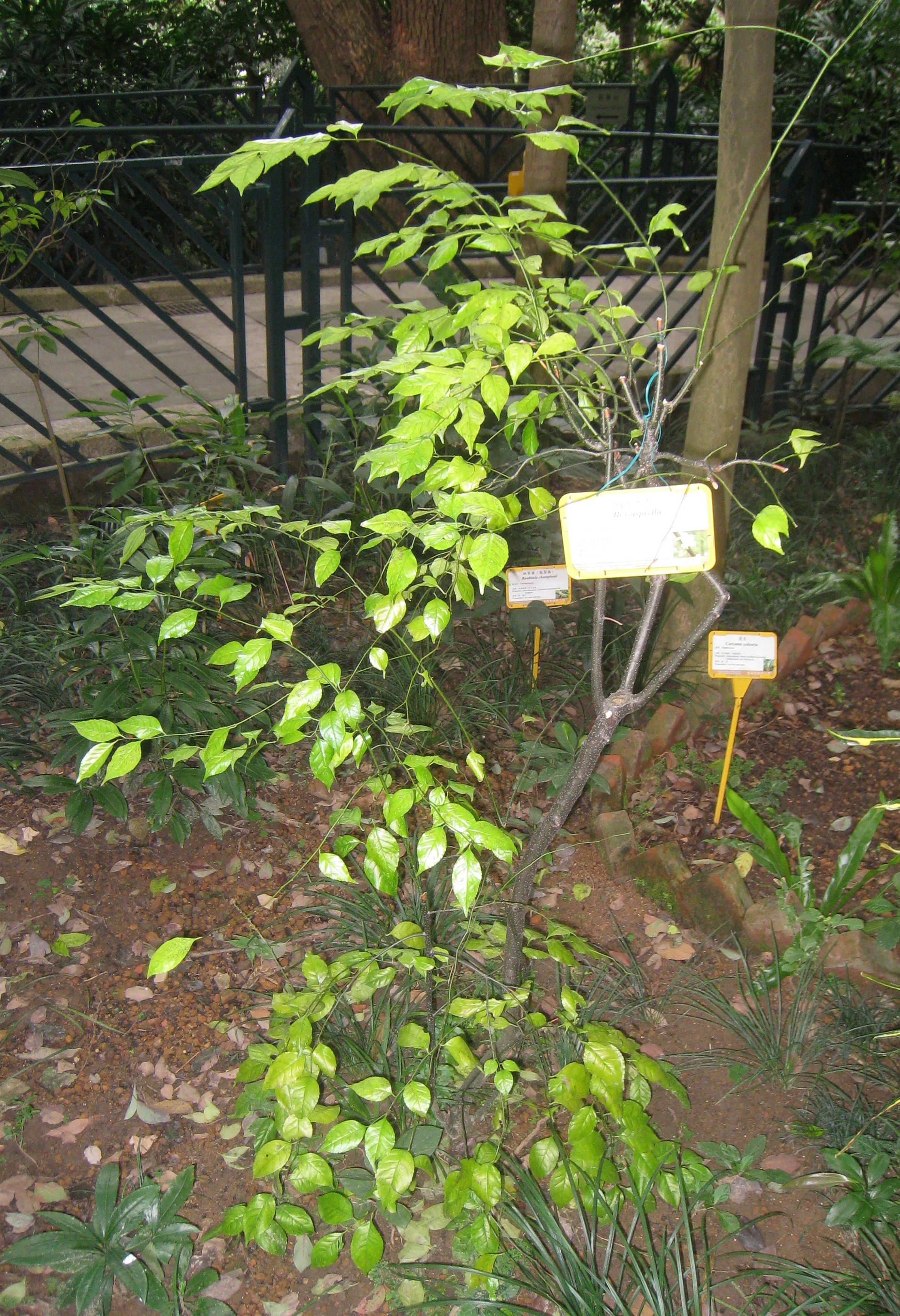